# 島根聡一
島根 聡一（しまね そういち、1969年5月28日 - ）は、埼玉県出身の元サッカー選手、サッカー指導者。現役時代のポジションはディフェンダー。

## 来歴
帝京高校では礒貝洋光、森山泰行らと同期。3年時の1987年10月にストッパーのポジションを獲得すると、冬の高校選手権ではベスト8進出。
専修大学を経て、1992年2月に日本プロサッカーリーグの清水エスパルスのテストを受けて加入。2シーズンに渡り在籍したが、トップチームでの出場機会はなく、1993年限りで退団した。その後はヴァンフォーレ甲府やプリマハム土浦FC、水戸ホーリーホックでプレーを続けた。水戸では1997年まで在籍した。
引退後はサッカー指導者となり、常総学院高校のコーチを皮切りに、水戸ホーリーホックユースの監督、ザスパ草津やモンテディオ山形のコーチを務めた。2008年1月、ヴァンフォーレ甲府ジュニアユースの監督に就任すると、以降は甲府の育成組織の監督を歴任している。

## 個人成績
| 国内大会個人成績 | 国内大会個人成績 | 国内大会個人成績 | 国内大会個人成績 | 国内大会個人成績 | 国内大会個人成績 | 国内大会個人成績 | 国内大会個人成績 | 国内大会個人成績 | 国内大会個人成績 | 国内大会個人成績 | 国内大会個人成績 |
| 年度             | クラブ           | 背番号           | リーグ           | リーグ戦         | リーグ戦         | リーグ杯         | リーグ杯         | オープン杯       | オープン杯       | 期間通算         | 期間通算         |
| 年度             | クラブ           | 背番号           | リーグ           | 出場             | 得点             | 出場             | 得点             | 出場             | 得点             | 出場             | 得点             |
| 日本             | 日本             | 日本             | 日本             | リーグ戦         | リーグ戦         | リーグ杯         | リーグ杯         | 天皇杯           | 天皇杯           | 期間通算         | 期間通算         |
| ---------------- | ---------------- | ---------------- | ---------------- | ---------------- | ---------------- | ---------------- | ---------------- | ---------------- | ---------------- | ---------------- | ---------------- |
| 1992             | 清水             | -                | J                | -                | -                | 0                | 0                |                  |                  |                  |                  |
| 1993             | 清水             | -                | J                | 0                | 0                | 0                | 0                |                  |                  |                  |                  |
| 通算             | 日本             | 日本             | J                | 0                | 0                | 0                | 0                |                  |                  |                  |                  |
| 総通算           | 総通算           | 総通算           | 総通算           | 0                | 0                | 0                | 0                |                  |                  |                  |                  |

## 指導歴
- 1998年 常総学院高校 コーチ[6]
- 2000年 - 2004年 水戸ホーリーホックユース 監督[6]
- 2005年 ザスパ草津 コーチ[6]
- 2006年 - 2007年11月 モンテディオ山形 トップチームコーチ[8]
- ヴァンフォーレ甲府
  - 2008年 - 2009年 ジュニアユース 監督[10][11]
  - 2010年 U-15 監督[12]
  - 2011年 - 2013年 U-18 監督[13][14]
  - 2013年 - 2016年 U-15 監督[15][16][17][18]
  - 2017年 U-18 監督兼アカデミーヘッドオブコーチ[19]
  - 2018年 - 2019年 U-18 監督[20][21]
  - 2020年 - 2021年 アカデミー ヘッドオブコーチ兼U-18コーチ[22]
  - 2022年 - 現在 U-15 監督[23]